# Донской район (Тульская область)
Донской район — административно-территориальная единица в Московской и Тульской областях РСФСР, существовавшая в 1932—1963 годах. Административный центр — город Донской.
Район был образован 10 декабря 1932 года в составе Московской области с центром в рабочем посёлке Донской. В его состав вошли р.п Донской и следующие сельсоветы Узловского района: Арсеньевский, Бобриковский, Дубовский, Емановский, Кожино-Петровский, Люторский, Никольский и Смородинский.
27 апреля 1934 года в составе района были образованы рабочие посёлки Задонье и Новоугольный.
26 сентября 1937 года район вошёл в состав вновь образованной Тульской области.
19 сентября 1939 года р.п. Донской получил статус города районного подчинения.
20 декабря 1942 года Донской район вместе с рядом других территорий передан в состав Московской области.
8 марта 1946 года из р.п. Задонье был выделен р.п. Северо-Задонский.
24 декабря 1949 года р.п. Северо-Задонский был преобразован в город Северо-Задонск.
1 апреля 1954 года были образованы р.п. Октябрьский, Первомайский и Шахтёрский.
14 июня 1954 года были упразднены Дубовский, Емановский и Никольский с/с. Территория Дубовского сельсовета была передана в Бобриковский сельсовет, территория Емановского сельсовета — в Арсеньевский сельсовет, территория Никольского сельсовета — в Бобриковский сельсовет.
25 апреля 1956 года был образован р.п. Руднев.
27 марта 1957 года район был возвращен в состав Тульской области.
22 июля 1958 года был упразднён Арсеньевский сельсовет. Территория Арсеньевского сельсовета была передана в Смородинский сельсовет.
1 августа 1958 года в состав района вошла часть территории (Бутырский, Ракитинский, Романцевский сельсоветы) упраздненного Епифанского района.
1 февраля 1963 года район был упразднён, городские населённые пункты района были подчинены городу Донской, получившему статус города областного подчинения, а сельская местность (Бобриковский, Бутырский, Кожино-Петровский, Люторский, Ракитинский, Смородинский сельсоветы) вошла в состав Новомосковского района.